# Fußball-Europameisterschaft der Frauen 2005
Die Fußball-Europameisterschaft der Frauen 2005 (englisch: UEFA Women’s Championship) war die neunte Ausspielung der europäischen Kontinentalmeisterschaft im Frauenfußball und fand vom 5. bis zum 19. Juni erstmals in England statt. Die acht Teilnehmer traten wie gehabt zunächst in einer Gruppenphase in zwei Gruppen mit jeweils vier Teams und anschließend im K.-o.-System gegeneinander an. Der Tabellenzweite jeder Gruppe spielte im Halbfinale gegen den Tabellenersten der anderen Gruppe.
Titelverteidiger Deutschland gewann das Finale gegen Norwegen mit 3:1 und wurde zum sechsten Mal nach 1989, 1991, 1995, 1997 und 2001 und zum vierten Mal in Folge Europameister.

## Qualifikation
Sieben Frauen-Nationalmannschaften hatten sich für das Turnier 2005 qualifiziert. England als Gastgeber nahm automatisch teil.
Bei der Auslosung der Gruppen am 20. Januar 2005 ergaben sich folgende Gruppenkonstellationen:
| Gruppe A | Gruppe B    |
| -------- | ----------- |
| England  | Deutschland |
| Schweden | Frankreich  |
| Finnland | Norwegen    |
| Dänemark | Italien     |

## Spielorte
Die Spiele der Endrunde der Europameisterschaft wurden in fünf Stadien in fünf verschiedenen Städten in North West England ausgetragen.
| Warrington |

| Blackburn |

| Blackpool |

| Manchester |

| Preston |

| Warrington |

| Blackburn |

| Blackpool |

| Manchester |

| Preston |

- Blackpool: Im Stadion Bloomfield Road des Fußballvereins FC Blackpool mit einer Stadionkapazität von 9.000 Plätzen fanden ebenfalls EM-Spiele statt. Blackpool ist eine englische Küstenstadt an der Irischen See mit 139.453 Einwohnern (2001).
- Preston: Das Stadion Deepdale von Preston North End verfügt über 22.250 Plätze. Preston ist eine Stadt in der Grafschaft Lancashire am Fluss Ribble mit ca. 130.000 Einwohnern (2001).
- Blackburn: Im Ewood Park, dem Heimstadion der Blackburn Rovers, konnten 31.367 Zuschauer die Spiele besuchen. Blackburn ist eine Stadt mit 105.085 Einwohnern (2001).
- Warrington: Im Halliwell Jones Stadium, der Heimat des Rugbyvereins Warrington Wolves, finden 14.200 Zuschauer Platz. Warrington liegt am River Mersey und hat 80.661 Einwohner (2001).
- Manchester: Im City of Manchester Stadium des Fußballvereins Manchester City fanden EM-Spiele vor maximal 48.000 Zuschauern statt. Manchester, neben Liverpool Hauptstadt der Region North West England, hat eine Bevölkerung von 422.300 (2002) und konkurriert mit Birmingham um den Rang der zweitwichtigsten Stadt in England nach London.

## Vorrunde

### Gruppe A
| Pl. | Land     | Sp. | S | U | N | Tore    | Diff. | Punkte |
| --- | -------- | --- | - | - | - | ------- | ----- | ------ |
| 1.  | Schweden | 3   | 1 | 2 | 0 | 002:100 | +1    | 05     |
| 2.  | Finnland | 3   | 1 | 1 | 1 | 004:400 | ±0    | 04     |
| 3.  | Dänemark | 3   | 1 | 1 | 1 | 004:400 | ±0    | 04     |
| 4.  | England  | 3   | 1 | 0 | 2 | 004:500 | −1    | 03     |

|                                      |   |          |           |
| 5. Juni 2005 in Manchester 20:00 Uhr |   |          |           |
| England                              | – | Finnland | 3:2 (2:0) |
| 5. Juni 2005 in Blackpool 18:00 Uhr  |   |          |           |
| Schweden                             | – | Dänemark | 1:1 (1:1) |
| 8. Juni 2005 in Blackburn 19:00 Uhr  |   |          |           |
| England                              | – | Dänemark | 1:2 (0:0) |
| 8. Juni 2005 in Blackpool 21:00 Uhr  |   |          |           |
| Schweden                             | – | Finnland | 0:0       |
| 11. Juni 2005 in Blackburn 19:00 Uhr |   |          |           |
| England                              | – | Schweden | 0:1 (0:1) |
| 11. Juni 2005 in Blackpool 19:00 Uhr |   |          |           |
| Finnland                             | – | Dänemark | 2:1 (2:1) |

Die englische Mannschaft stand bei ihrem Heimspiel im Mittelpunkt des Interesses: Etwa 40 Fotografen versammelten sich, um ein Mannschaftsfoto der Engländerinnen zu machen, hingegen nur zwei wollten dies bei den Finninnen. Probleme mit Hooligans, wie häufig in Manchester üblich, blieben aus. Das Spiel war von großer Spannung bei durchschnittlichem spielerischen Niveau geprägt. In einer spannenden letzten Viertelstunde gelang den Gastgebern mit dem Siegtor durch Karen Carney ein gelungener Turnierauftakt. Dänemark, das bis zum abschließenden 3. Spieltag die Gruppe anführte und mit großen Ambitionen in das Turnier gestartet war, schied durch eine Niederlage gegen die Überraschungsmannschaft Finnland bereits nach der Vorrunde aus. Der letzte Spieltag war insbesondere von seiner großen Spannung geprägt, da bis zu Spielende mit einem Tor alle Teams noch die Qualifikation für das Halbfinale erreichen konnten.

### Gruppe B
| Pl. | Land        | Sp. | S | U | N | Tore    | Diff. | Punkte |
| --- | ----------- | --- | - | - | - | ------- | ----- | ------ |
| 1.  | Deutschland | 3   | 3 | 0 | 0 | 008:000 | +8    | 09     |
| 2.  | Norwegen    | 3   | 1 | 1 | 1 | 006:500 | +1    | 04     |
| 3.  | Frankreich  | 3   | 1 | 1 | 1 | 004:500 | −1    | 04     |
| 4.  | Italien     | 3   | 0 | 0 | 3 | 004:120 | −8    | 0      |

|                                       |   |             |           |
| 6. Juni 2005 in Preston 21:00 Uhr     |   |             |           |
| Frankreich                            | – | Italien     | 3:1 (3:0) |
| 6. Juni 2005 in Warrington 19:00 Uhr  |   |             |           |
| Deutschland                           | – | Norwegen    | 1:0 (0:0) |
| 9. Juni 2005 in Warrington 21:00 Uhr  |   |             |           |
| Frankreich                            | – | Norwegen    | 1:1 (1:0) |
| 9. Juni 2005 in Preston 18:15 Uhr     |   |             |           |
| Italien                               | – | Deutschland | 0:4 (0:2) |
| 12. Juni 2005 in Warrington 16:00 Uhr |   |             |           |
| Frankreich                            | – | Deutschland | 0:3 (0:0) |
| 12. Juni 2005 in Preston 16:00 Uhr    |   |             |           |
| Norwegen                              | – | Italien     | 5:3 (4:1) |

Das erste Spiel der deutschen Fußballnationalmannschaft der Frauen endete vor 1500 Zuschauern 1:0 gegen Norwegen. Die Mannschaft der deutschen Nationaltrainerin Tina Theune-Meyer gewann durch ein Tor von Conny Pohlers in der 61. Minute. Im zweiten Spiel wussten die deutschen Frauen zu überzeugen und schlugen durch die Tore von der wiedergenesenen Birgit Prinz (11.) sowie Conny Pohlers (18.), Steffi Jones (55.) und Anja Mittag (74., Nachschuss eines Handelfmeters) Italien mit 4:0. Durch ein 3:0 gegen Frankreich im letzten Gruppenspiel zog die DFB-Auswahl als Tabellenerster und mit neun Punkten sowie 8:0 Toren als beste Vorrundenmannschaft ins Halbfinale ein. Das deutsche Team erzielte erst spät die Tore durch Inka Grings (72. Minute), Renate Lingor (77., Foulelfmeter) und Sandra Minnert (83.). Durch die Niederlage Frankreichs und den Sieg Norwegens zogen die Skandinavierinnen noch an den Französinnen vorbei.

## Finalrunde

### Halbfinale
Für das Halbfinale waren die jeweils ersten beiden Teams der zwei Vorrundengruppen qualifiziert. Bei Punktgleichheit entschieden zunächst die direkten Vergleiche (Punkte/Tordifferenz/erzielte Tore) der punktgleichen Teams, dann die Tordifferenz/erzielten Tore aus allen Gruppenspielen über die Platzierungen. Falls auch nach diesen Kriterien keine Entscheidung möglich war, wurde nach der UEFA-Fair-Play-Wertung und abschließend per Los entschieden.
|                                       |   |          |                      |
| 15. Juni 2005 in Preston 19:30 Uhr    |   |          |                      |
| Deutschland                           | – | Finnland | 4:1 (3:1)            |
| 16. Juni 2005 in Warrington 19:30 Uhr |   |          |                      |
| Norwegen                              | – | Schweden | 3:2 n. V. (2:2, 1:1) |

Die deutsche Mannschaft kaufte der Überraschungsmannschaft aus Finnland durch drei frühe Tore von Inka Grings (2) und Conny Pohlers schnell den Schneid ab und qualifizierte sich souverän für das Finale in Blackburn.
Im zweiten Halbfinale zwischen Norwegen und den leicht favorisierten Schwedinnen kam es zu einem bis in die Verlängerung offenen Schlagabtausch, den die Norwegerinnen durch das Siegtor von Solveig Gulbrandsen in der 109. Minute für sich entscheiden konnten.

### Finale
|                                      |   |          |           |
| 19. Juni 2005 in Blackburn 16:15 Uhr |   |          |           |
| Deutschland                          | – | Norwegen | 3:1 (2:1) |

Durch einen verdienten, aber lange Zeit hart umkämpften 3:1-Sieg gegen Norwegen sicherte sich die deutsche Fußballnationalmannschaft der Frauen den sechsten Europameisterschafts-Titel und bescherte der Erfolgstrainerin Tina Theune-Meyer somit einen perfekten Abschluss zu ihrem Rücktritt. Nach einem Doppelschlag durch Inka Grings und Renate Lingor konnten die Norwegerinnen kurz vor der Pause durch Dagny Mellgren auf 1:2 verkürzen, ehe FIFA-Weltfußballerin Birgit Prinz mit ihrem Tor zum 3:1 für die Entscheidung sorgte.

## Schiedsrichterinnen
Hauptschiedsrichterinnen
- Alexandra Ihringová
- Wendy Toms
- Floarea Cristina Ionescu
- Nicole Petignat
- Dagmar Damková
- Gyöngyi Gaál
- Kari Seitz

Schiedsrichterassistentinnen
- Blaženka Logarušić
- Andi Regan
- Katarzyna Wierzbowska
- Irina Mirt
- Elke Lüthi
- Miroslava Migalova
- Yolanda Parga Rodríguez
- Hana Spackova

## Beste Torschützinnen
| Rang | Spielerin           | Tore |
| ---- | ------------------- | ---- |
| 1    | Inka Grings         | 4    |
| 2    | Solveig Gulbrandsen | 3    |
|      | Hanna Ljungberg     | 3    |
|      | Conny Pohlers       | 3    |
|      | Birgit Prinz        | 3    |

## Medienberichterstattung
Vor allem im Land des Gastgebers wurde ausführlich über die EM der Frauen berichtet. Das britische Fernsehen BBC übertrug alle Spiele live, die meisten zur besten Sendezeit. Auf einem digitalen Sender von BBC wurden nach Spielende Experten gehört und die Spiele analysiert. Auch in den Printmedien war das Ereignis wahrzunehmen. Die Boulevard-Zeitungen stellten vor Beginn des Turniers jede einzelne Spielerin des englischen Nationalverbandes vor. Erstmals wurde in den britischen Fernseh- und Zeitungsmedien über Frauenfußball ausführlicher berichtet.
Im Land des amtierenden Weltmeisters Deutschland war die Aufmerksamkeit der Medien mehr auf den in zwei Wochen beginnenden FIFA-Konföderationen-Pokal 2005 der Männer, die Freundschaftsspiele der Nationalmannschaft um Trainer Jürgen Klinsmann und auf die Spielertransfers der Fußball-Bundesliga in der Sommerpause gerichtet. Den öffentlich-rechtlichen Fernsehsendern ARD und ZDF waren die Übertragungsrechte aus England zu teuer. Die beiden Sender wollten sich auf den Konföderationen-Pokal vorbereiten, von dem umfassend berichtet wurde. Die Spiele der Frauenfußball-Europameisterschaft 2005 konnten jedoch auf Eurosport live angesehen werden. Der Sportsender war offizieller Fernsehpartner des Turniers und produzierte mit jeweils elf Kameras pro Spiel die bewegten Bilder. Das Turnier bescherte dem Sender ungewöhnlich hohe Einschaltquoten. Während des Finals hatte Eurosport in Deutschland einen Marktanteil von 15 % und hatte die zweithöchste Zuschauerzahl der Sendergeschichte. In den Print-Medien spielte das Ereignis kaum eine Rolle, andere Sport- und Fußballthemen wurden vorgezogen.